# 小樽港

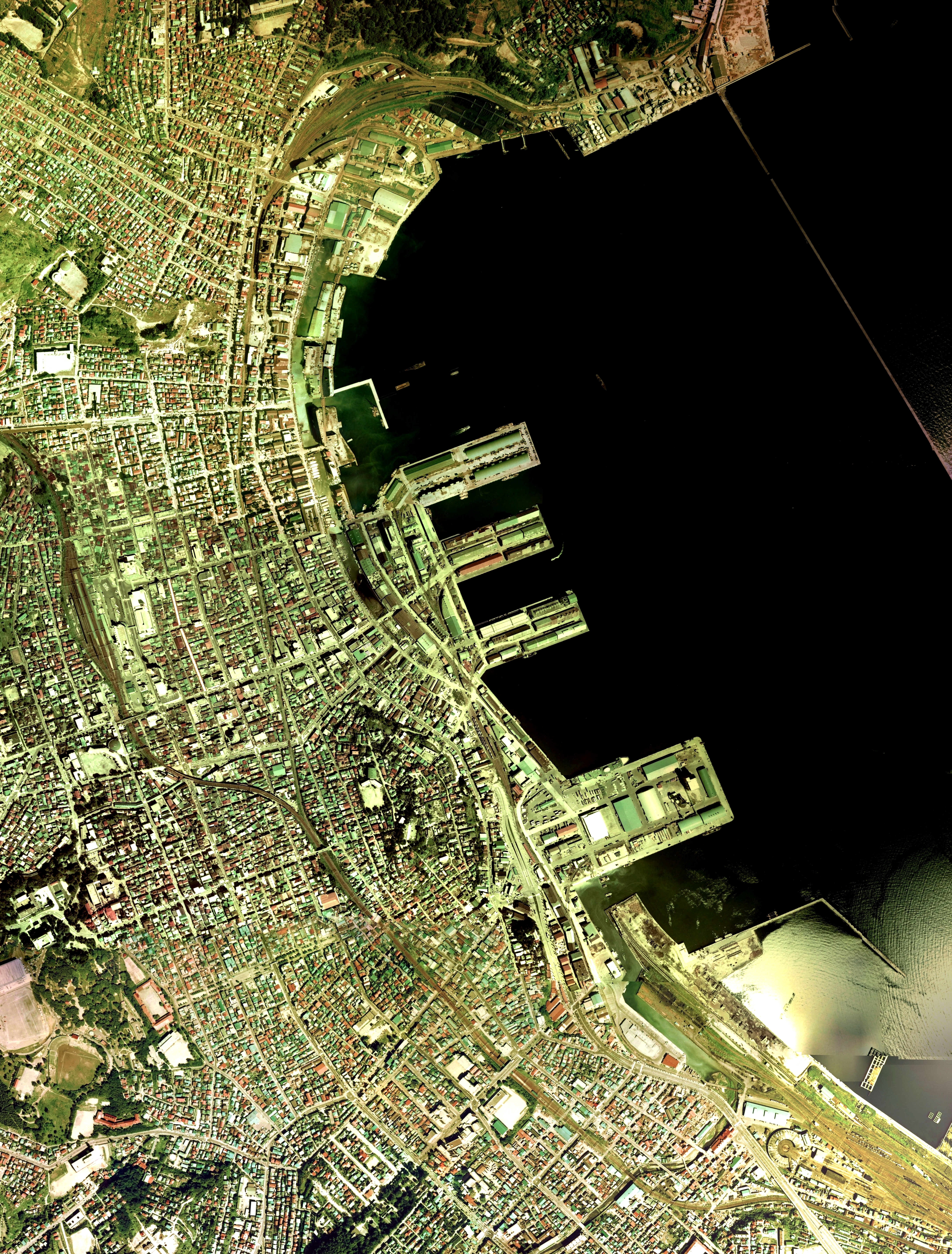
小樽港周辺の空中写真。1976年撮影の12枚を合成して作成。
。

小樽港（おたるこう）は、北海道小樽市にある港湾。港湾管理者は小樽市。港湾法上の「重要港湾」、港則法上の「特定港」に指定されている。

## 概要
小樽港は北海道西部の積丹半島東側に位置し、石狩湾に弓状に面する海岸線に建設している。北、西、南の三方が山に囲まれており、天然の良港になっている。札幌市までは約40 kmの距離にあり、高速道路や鉄道までのアクセスが良い。石狩湾新港は海上約20 kmの距離に位置しており、小樽港との機能分担が求められている。
1908年（明治41年）完成の広井勇設計による小樽港北防波堤は日本国内初となる斜塊構造（コンクリートブロックを斜めに積み上げた構造）が採用され、「土木学会選奨土木遺産」に認定されている。また、「小樽みなとと防波堤」として「北海道遺産」にも選定されている。
近年はクルーズ客船の寄港が増え、「環日本海クルーズ」普及に向けた取り組みを行っている。勝納ふ頭を13万トンクラスまで対応できるように整備しており、将来的には15万トンクラスのクルーズ客船が入港できる計画を策定。従来6万トン未満のクルーズ客船を受け入れていた第3号ふ頭についても将来的には13万トンクラスまで対応可能とした客船ターミナルやバス駐車場などを整備する計画が立てられ、2023年に市営上屋を改修した客船ターミナルが完成している。

## 港湾施設

### 大型船係留施設
- 港町ふ頭
- 第2号ふ頭
- 第3号ふ頭
- 中央ふ頭
- 勝納ふ頭
- 色内ふ頭
- 厩町-7.5m岸壁
- 高島地区-5m岸壁
- 高島-4.5m岸壁
- 南高島岸壁
- 北浜岸壁
- 手宮岸壁
- 手宮さん橋
- 若竹地区-10.0mけい船杭

### 小型船係留施設

#### 公共
- 第1期運河物揚場
- 色内地区物揚場
- 国有港町物揚場
- 港町物揚場（甲）
- 有幌物揚場
- 川尻鉄道物揚場
- 第1艀積物揚場
- 第2艀積物揚場
- 若竹物揚場（乙）
- 中央ふ頭物揚場
- 市有港町物揚場
- 北高島船揚場
- 高島地区船揚場
- 厩町船揚場
- 若竹小船揚場
- 市営船員船客乗降さん橋
- マリーナ公共さん橋（I）
- マリーナ公共さん橋（II）
- マリーナ公共さん橋（III）

#### 民間
- マリーナ固定さん橋
- マリーナ浮さん橋

### 緑地
- かつない臨海公園
- 運河公園
- 築港臨海公園

### フェリーターミナル

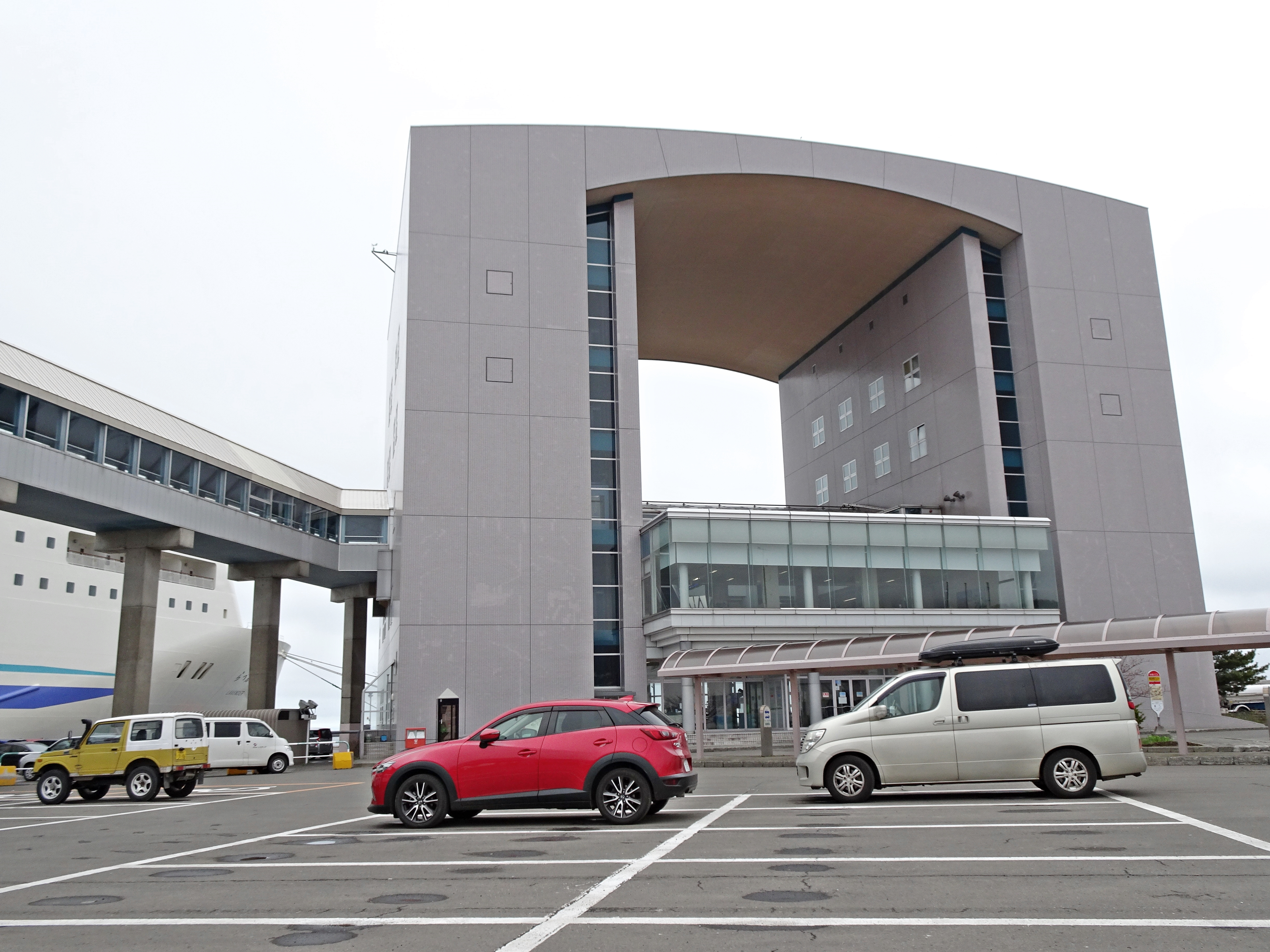
新日本海フェリーターミナル

勝納埠頭の北西部に新日本海フェリーが管理する「新日本海フェリー小樽ターミナル」があり、現在のフェリーターミナルは1994年に竣工し地下1階地上5階建ての本館「センター棟」と4階建ての「サテライト棟」を設け上下船用ギャングウェイとともに空中歩廊で連絡する形とし総工費29.8億円をかけ地域総合整備財団のふるさと融資から5.6億円の貸付を受けて整備された。
本館は青い海や空・冬の雪に合うような北海道の海の玄関口にふさわしいゲートをイメージしたシンプルで力強い彫刻的なデザインとなっている。
館内
- 1階
  - エントランスホール[15]（吹き抜け構造 待合室、展示コーナー[14]）
  - 発券カウンター[15]
  - オフィス（新日本海フェリー小樽本店）
- 2階
  - レストラン[15]「シーガル」[16][17]
  - 待合室[15]
  - 売店[14]「シーマンズショップ」[17]
- 3階
  - ゲートホール[14]
  - スカイウォーク（地上高11m・長さ250m[18]、動く歩道付き[19]）・上下船口（2か所）
  - 多目的ホール[15]「マルチホールウェーブ」
- 4・5階
  - 会議室[15]
  - 展望温泉「パノラマ」（4階男湯、5階女湯[14] 2011年9月閉鎖[20]）

交通アクセス
- JR函館本線小樽築港駅から徒歩20分。
- フェリー運航日は、JR函館本線小樽駅からの北海道中央バス「ぱるて築港線」にて連絡バスが運行されている。

## 官公署
- 小樽市役所
  - 小樽市産業港湾部港湾室
- 函館税関小樽税関支署
- 海上保安庁第一管区海上保安本部
  - 小樽海上保安部
- 札幌入国管理局小樽分室
- 横浜植物防疫所札幌支所小樽出張所
- 動物検疫所北海道出張所小樽分室
- 小樽検疫所
- 北海道開発局小樽開発建設部
  - 小樽港湾事務所
- 小樽警察署
- 後志総合振興局小樽建設管理部
- 国立小樽海上技術学校
- 石狩湾新港管理組合

## 沿革
1869年（明治2年）に明治政府が開拓使を設置し、蝦夷地を北海道と改称して本府建設を札幌に定めると、小樽の港は北海道開拓のための海陸連絡地となった。石狩炭田の開発に合わせて小樽（手宮）から札幌まで北海道内初となる鉄道が開設されると、石炭の積み出しや内陸部への物資供給の中継港として発展した。
その後、エネルギー革命により主なエネルギー資源が石油に転換したことや太平洋側の経済発展などの影響を受けて、小樽港の役割も時代とともに変化してきた。そこで、小樽運河の一部を散策路を有した道路、若竹貯木場の一部は小樽港マリーナ、石炭ヤードを始めとした小樽築港駅周辺地区はウォーターフロント開発により公園や商業施設（ウイングベイ小樽）などに変わった。市民公募によって、小樽築港駅周辺地区の名称が「ぱるて築港」となった。
- 1872年（明治05年）：明治政府が色内村に石造ふ頭を築造、翌年完成。
- 1880年（明治13年）：手宮 - 札幌間に北海道最初の鉄道「官営幌内鉄道」（後の手宮線・函館本線）開通（日本国内でも3番目）。
- 1889年（明治22年）：特別輸出港指定。
- 1897年（明治30年）：小樽築港第1期修築工事着工。
- 1899年（明治32年）：外国貿易港指定（開港）。
- 1908年（明治41年）：小樽築港第2期修築工事着工。小樽築港第1期修築工事（北防波堤）完成（日本国内初となる本格的なコンクリート製の防波堤）[23][24]。
- 1911年（明治44年）：手宮駅の近くに石炭積み下ろし用の高架桟橋が完成[25]。
- 1914年（大正03年）：区営（市営）第1期運河式埋立工事着工。植物防疫港指定。
- 1920年（大正09年）：南北防波堤灯台点灯。
- 1921年（大正10年）：小樽築港第2期修築工事（南・島防波堤）完成。
- 1922年（大正11年）8月：高架桟橋付近で陸揚げ中のダイナマイトが爆発。死者87人[26]。
- 1923年（大正12年）：第1期運河式埋立工事（小樽運河）完成。
- 1927年（昭和02年）：市営第2期港湾修築工事着工。
- 1929年（昭和04年）：第2期拓殖計画による小樽港修築工事着工。
- 1931年（昭和06年）：『小樽海港博覧会』開催[27]。
- 1932年（昭和07年）：市営第2期港湾修築工事（有幌町埋立）完成。
- 1934年（昭和09年）：厩町岸壁完成。
- 1939年（昭和14年）：小樽港修築工事（北防波堤増設）完成。
- 1940年（昭和15年）：第1号ふ頭完成。
- 1947年（昭和22年）：検疫港指定。
- 1949年（昭和24年）：『開港50年記念港まつり』（『おたる潮まつり』の前身）開催。
- 1950年（昭和25年）：第2号ふ頭完成。
- 1951年（昭和26年）：重要港湾指定。
- 1953年（昭和28年）：小樽市が小樽港港湾管理者となる。
- 1954年（昭和29年）：第3号ふ頭1期工事完成。
- 1958年（昭和33年）：第3号埠頭を北海道大博覧会小樽会場の一部として使用。
- 1959年（昭和34年）：高島漁港区第1期工事完成。
- 1965年（昭和40年）：小樽港湾合同庁舎完成。
- 1966年（昭和41年）：動物検疫港指定。
- 1967年（昭和42年）：第3号ふ頭延長工事完成。
- 1969年（昭和44年）：『開港70周年記念式』開催。
- 1970年（昭和45年）：小樽 - 舞鶴・敦賀間フェリー就航（敦賀航路2002年廃止[28][29]）。
- 1971年（昭和46年）：若竹貯木場完成。
- 1972年（昭和47年）：中央ふ頭完成。
- 1973年（昭和48年）：高島漁港区用地造成工事完成。若竹木材取扱施設用地造成工事完成。
- 1974年（昭和49年）：北副防波堤延長工事完成。小樽 - 新潟間フェリー就航。
- 1975年（昭和50年）：中央ふ頭地下道工事完成。
- 1977年（昭和52年）：勝納大橋完成。
- 1979年（昭和54年）8月14日：勝納ふ頭フェリーターミナル完成[30]。
- 1980年（昭和55年）：高島地区小型船だまり施設築造事業完成。かつない臨海公園供用開始。
- 1981年（昭和56年）：勝納・色内ふ頭造成工事完成。北海商船小樽 - 利尻・礼文航路にフェリー就航（1993年廃止）。
- 1984年（昭和59年）：勝納・色内埠頭にて「'84小樽博覧会」開催。
- 1985年（昭和60年）
  - 4月2日：勝納ふ頭フェリー第2バース供用開始[31]。
  - ：臨港線建設に伴う第1期運河一部埋立完了。
- 1986年（昭和61年）：運河散策路完成。勝納防波堤工事完成。
- 1988年（昭和63年）：島副防波堤工事完成。臨港道路小樽港縦貫線開通。
- 1989年（平成元年）：開港90周年記念事業実施。
- 1990年（平成02年）4月29日：小樽港マリーナ一部供用開始[32]。
- 1991年（平成03年）：ロシアのホルムスク港と姉妹港提携。廐町岸壁改良工事完成。
- 1993年（平成05年）
  - ：勝納ふ頭1番バース（-13 m岸壁）供用開始。
  - 12月29日：利尻・礼文航路廃止[33]。
- 1994年（平成06年）：勝納ふ頭新フェリーターミナル供用開始。
- 1995年（平成07年）5月1日：ホルムスクとの日ロ定期フェリー航路開設[34]（2005年休止[35]）。外航船客公共待合所供用開始。高島地区-5m岸壁（70m）完成。
- 1996年（平成08年）6月11日：敦賀航路に高速フェリー就航[36]。
- 1997年（平成09年）
  - ：中央地区再開発工事小樽市施工1工区埋立完成。
  - 10月：おたるポートラジオ局開局[37]。
- 1998年（平成10年）
  - ：中央地区再開発工事小樽市施工2工区埋立完成。中央地区再開発工事国施工埋立完成。
  - 10月25日：運河公園供用開始[38]。
- 1999年（平成11年）
  - 8月4日：開港100周年記念式典開催[39]。
  - ：築港臨海公園供用開始。
- 2000年（平成12年）：小樽港北防波堤が「土木学会選奨土木遺産」認定[6]。
- 2001年（平成13年）：小樽みなとと防波堤として「北海道遺産」選定[7]。
- 2002年（平成14年）
  - ：北浜岸壁改良工事完成。保税地域完成[40]。
  - 9月16日：小樽 - 敦賀間定高速フェリー航路廃止[28]。
  - 9月17日：中国定期コンテナ航路開設[41]。
- 2003年（平成15年）11月20日：手宮岸壁改良工事完成。ガントリークレーン供用開始[42]。
- 2004年（平成16年）
  - ：「稲わら」の輸入指定港になる。舞鶴航路に超高速フェリー就航。小樽港縦貫線平磯岬ルート開通。
  - 11月22日：小樽 - ウラジオストク間定期貨物船航路開設[43]。
- 2006年（平成18年）：商船三井客船が本港を拠点とした8月下旬から9月にかけての宗谷・知床方面への連続クルーズ「飛んでクルーズ北海道」を開始[44]。
- 2007年（平成19年）：第3号ふ頭に保税地域施設整備。
- 2008年（平成20年）：小樽港関連遺産（北防波堤・みなとの資料コーナー所蔵のテストピース）が「近代化産業遺産」認定[45]。
- 2009年（平成21年）：「にっぽん丸・飛んでクルーズ北海道」が『クルーズ・オブ・イヤー2008』グランプリ受賞[46]。開港110周年記念事業実施。小樽港斜路式ケーソン製作ヤードが「土木学会選奨土木遺産」選定[47]。
- 2010年（平成22年）6月1日：小樽地方合同庁舎完成[48]。
- 2011年（平成23年）：外航クルーズの日本海側拠点港指定[49]。
- 2013年（平成25年）10月25日：小樽 - ウラジオストク間RO-RO船定期航路開設[50][51]。
- 2023年（令和5年）4月：第3埠頭にクルーズ客船ターミナルが完成[12]。
- 2024年（令和6年）
  - 3月：第3埠頭クルーズ客船設備完成[52]。
  - 4月21日：小樽国際インフォメーションセンターを中心とした第3埠頭周辺をみなとオアシスに認定[52]。

## 定期航路
フェリー航路
- 新日本海フェリー
  - 舞鶴 - 小樽
  - 新潟 - 小樽

コンテナ航路
- 神原汽船（小樽代理店：ノーススタートランスポート）
  - 小樽 - 上海・青島・大連（青島、大連は伏木富山トランシップ）

## ギャラリー

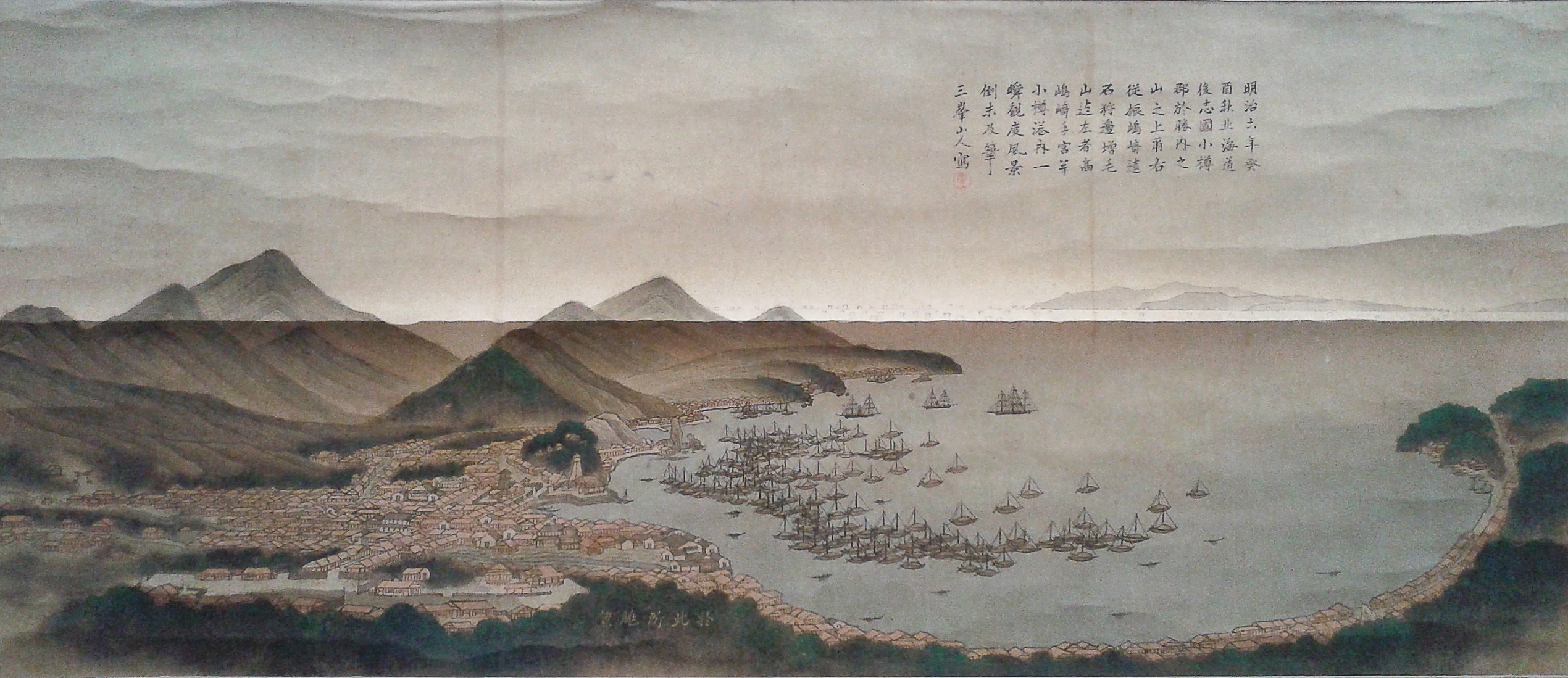
今村三峰「小樽港之図」（明治6年）
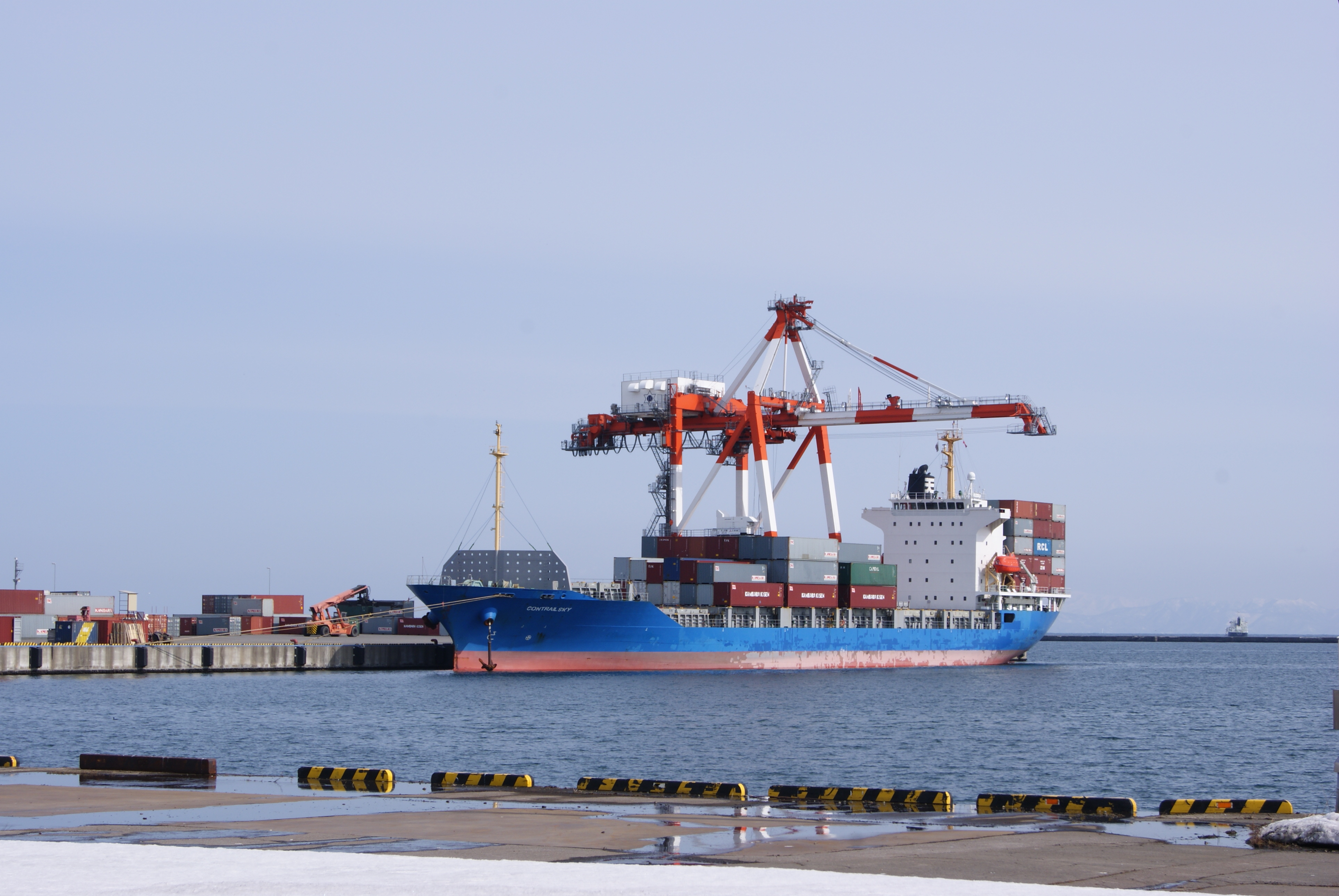
タイヤマウント式ガントリークレーン（2009年3月）
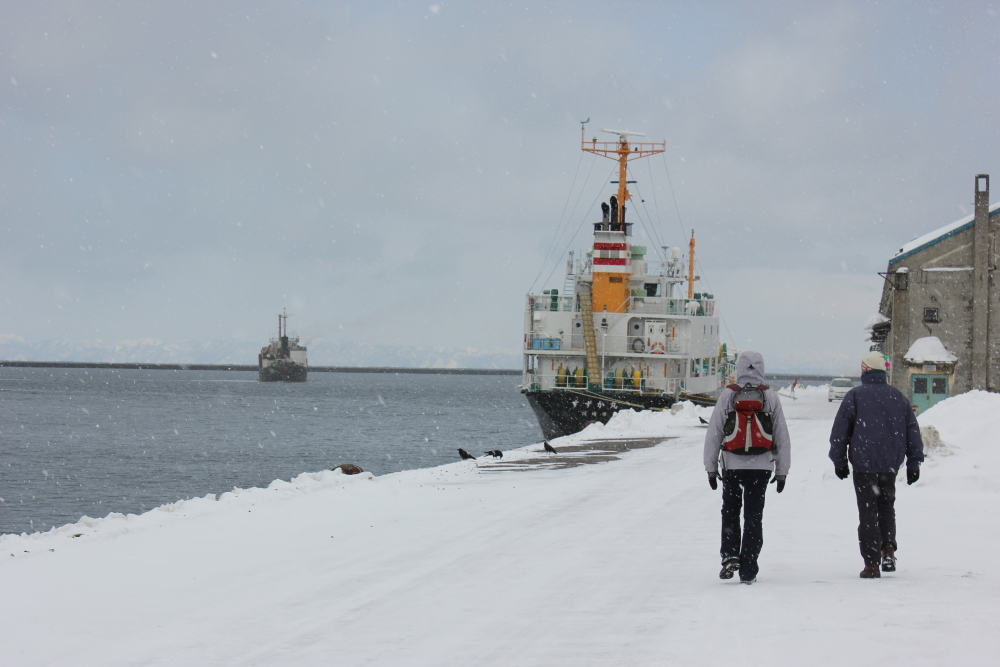
冬の小樽港（2012年2月）
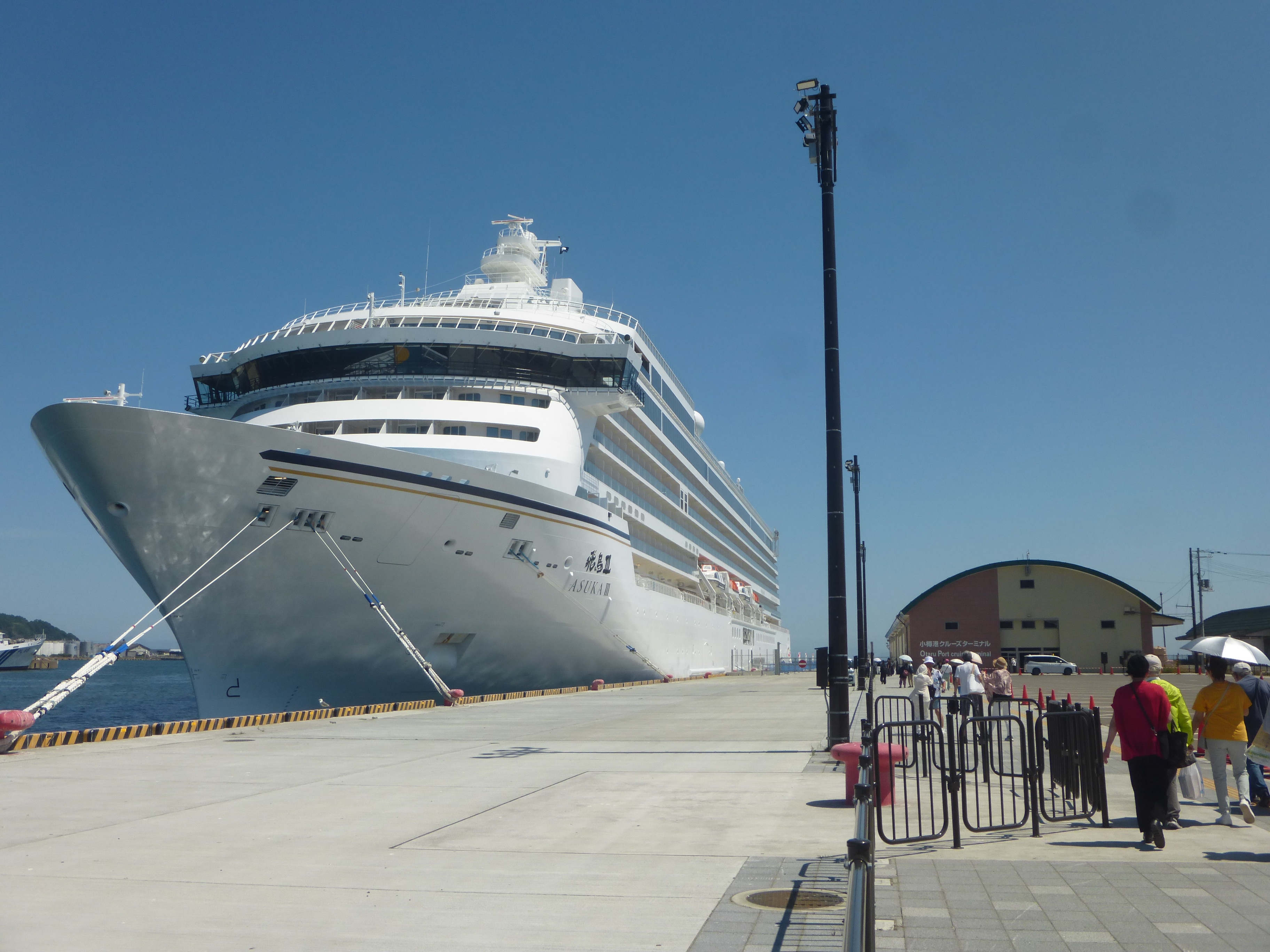
第3埠頭「小樽港クルーズターミナル」に停泊する飛鳥III（2025年7月）

## 参考資料
- “平成26年 小樽港統計年報” (PDF).  小樽市 (2014年). 2016年5月18日閲覧。
- “小樽港の現状” (PDF).   小樽市. pp. 1-4 (2007年). 2016年5月18日閲覧。
- “小樽港の現状” (PDF).   小樽市. pp. 5-9 (2007年). 2016年5月18日閲覧。

## 関連文献
- 高畑宜一『小樽港史 : 附・小樽岩内間九郡史』1899年。NDLJP:763030。